# Kortenhoef

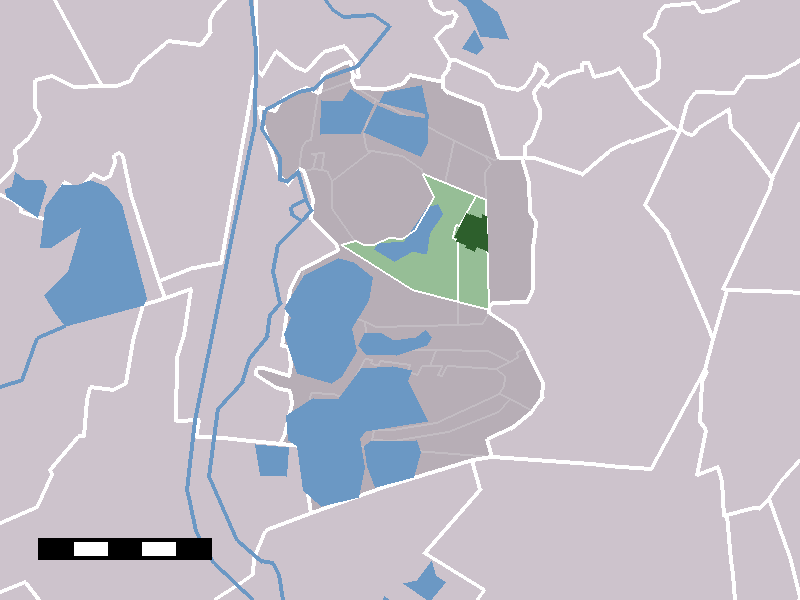
Kortenhoef Wijdemeren térképén

Kortenhoef, falu Hollandiában, Észak-Hollandiában, körülbelül 6780 lakossal. Wijdemeren község fontos része. 

## Fekvése
Hilversumtól 5 km-re északnyugatra fekszik. 

## Története
Kortenhoef 1966-ig önálló település volt, ekkor egyesült 's-Gravelanddal, megtartva az utóbbi nevet; 2002-ben egyesült Loosdrecht és Nederhorst den Berg településekkel az új Wijdemeren településsé.
A falut először 1235-ben említették Curtenhoven néven, jelentése „rövid földdarab”, a tőzegkitermelési terület keskeny telkeire utalva. 
Kortenhoefben 1840-ben 534 ember élt. A falut körülvevő táj miatt a település 1900 körül festők falujává vált.

## Nevezetességek
- Református temploma - egyhajós, tűztornyos templom. A torony és a kórus a 14. század második felében épült.
- Az egykori városháza - 1910-ben épült reneszánsz stílusban. Ezt 1930-ban kibővítették.[3]

## Galéria

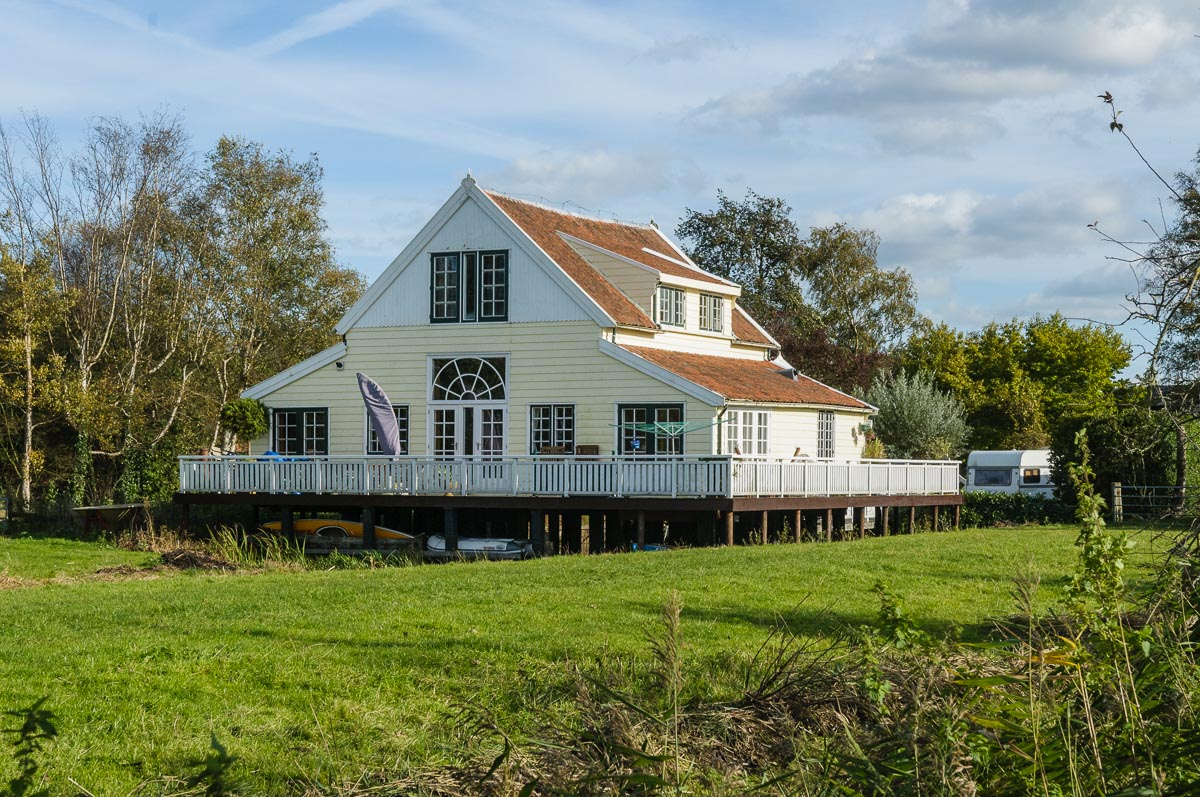
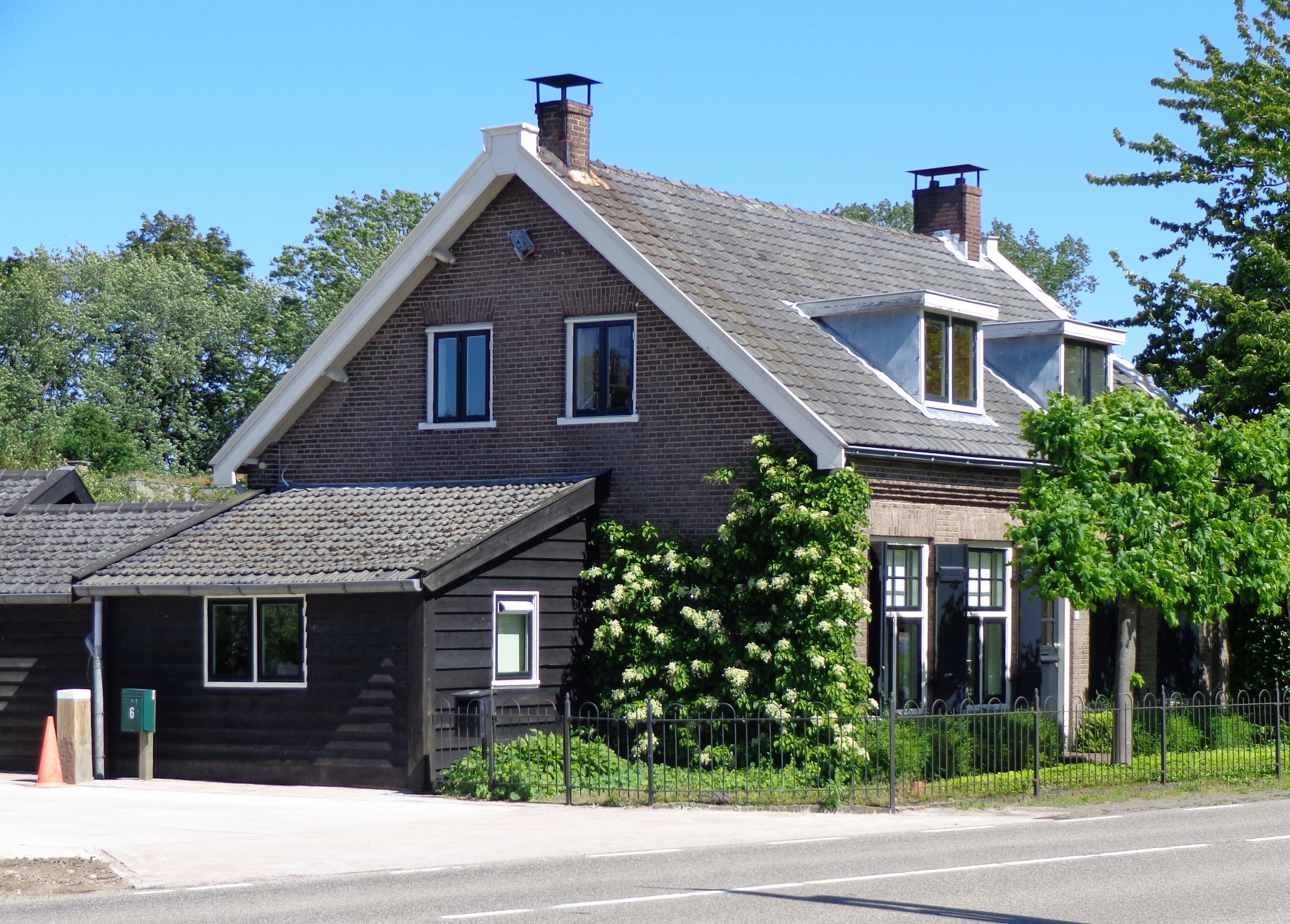
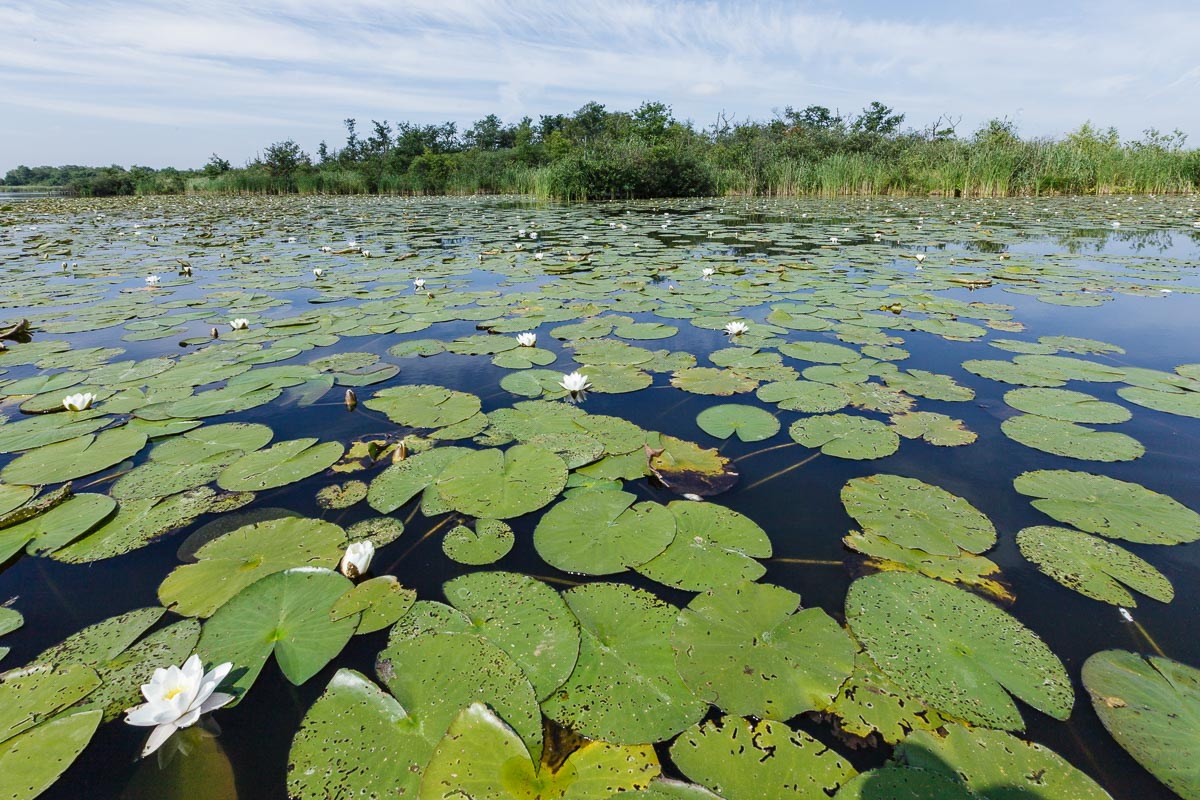
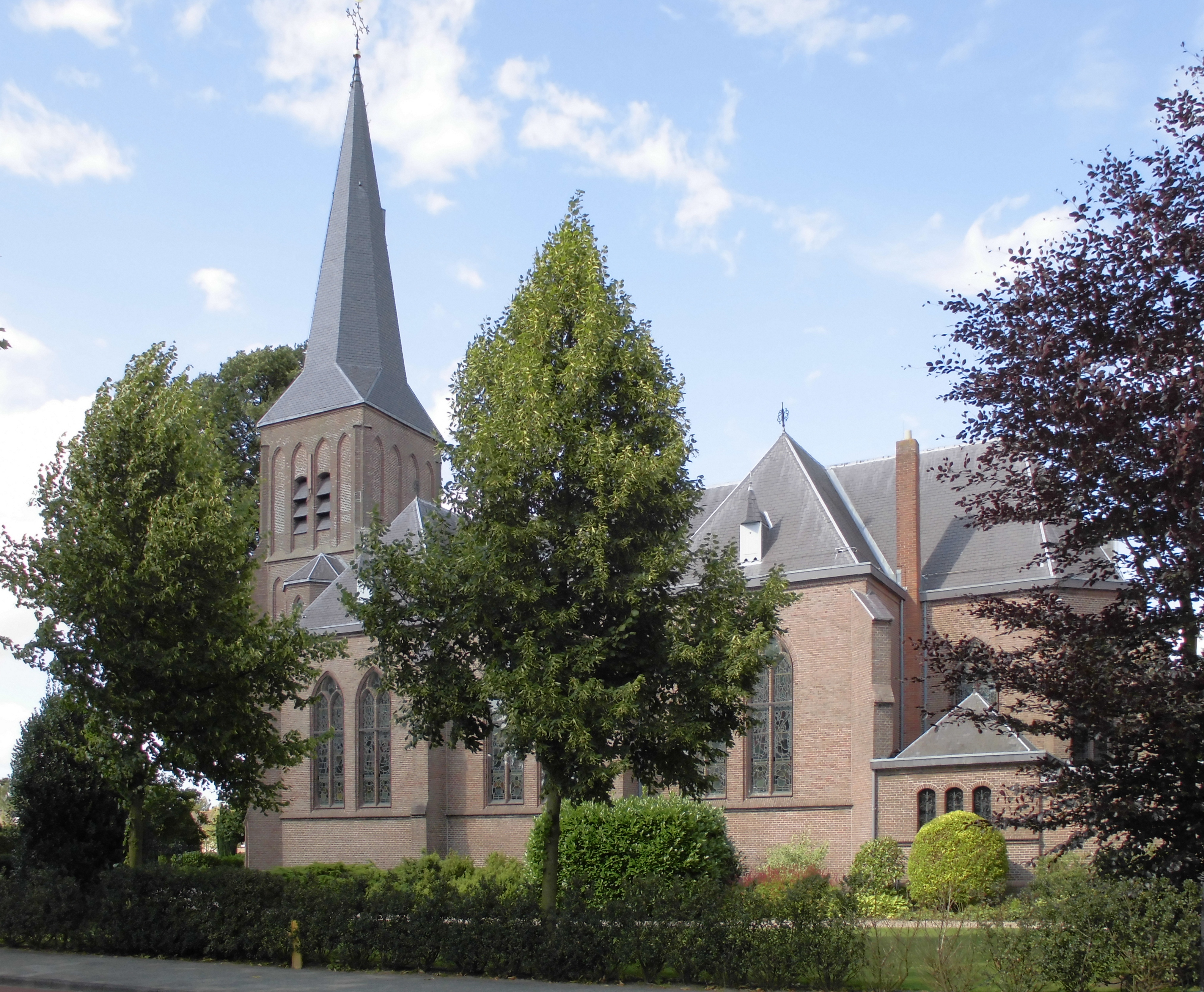